# San Andrés de San Pedro
San Andrés de San Pedro es una localidad  de la provincia de Soria, partido judicial de Soria,  Comunidad Autónoma de Castilla y León, España. Pueblo de la comarca de  Tierras Altas que pertenece al municipio de Oncala.
Para la administración eclesiástica de la Iglesia católica, forma parte de la Diócesis de Osma la cual, a su vez, pertenece a la Archidiócesis de Burgos.

## Patrimonio natural
San Andrés de San Pedro se encuentra situado en la comarca de Tierras Altas (Soria). En estas tierras abundan el pino, la encina, el rebollo, el quejigo y el haya. También aparecen en esta comarca sebales, arces, fresnos, abedules, majuelos, etc. En las zonas próximas a los cauces de los Ríos y cercanas a los pueblos podemos encontrar chopos y álamos.En las zonas donde se ha mantenido la ganadería de forma extensiva se han mantenido zonas de pasto, principalmente en las zonas altas puesto que la mayoría del ganado era trashumante.Existen varias formaciones de monte arbolado, como el pinar, que ha pasado a ser desde los años 60 la formación más frecuente en estas tierras, debido a la reforestación. la especie predominante es el pino silvestre y ocupa la mayor extensión de terreno, en las zonas más calizas y bajas aparece el pino laricio.
En los montes del pueblo de San Andrés aparecen corzos, jabalíes, zorros y numerosas aves como el mirlo, el petirrojo y también rapaces, como por ejemplo, los halcones.
Por si algo es conocida la comarca de Tierras Altas es por la Trashumancia. Muchos vecinos de San Andrés de San Pedro fueron trashumantes. La actividad consistía en el traslado del ganado por los pastores desde las dehesas de verano a las de invierno, y viceversa. Esta actividad no sólo se desarrolló en Tierras Altas y en los diferentes pueblos sorianos, también se desarrolló en muchos pueblos españoles.
Cuando finalizó la Reconquista, la sociedad sedentaria se hizo fuerte y la trashumancia fue perdiendo empuje. Su importancia económica fue disminuyendo frente a la agricultura. La Mesta, símbolo de la edad dorada de la trashumancia, fue abolida en 1836.
Hace ya muchos años atrás había 2 escuelas en el pueblo, una para niños y otra para niñas. Finalmente, ambas se unieron e iban juntos ambos sexos. La educación en el pueblo siempre fue prioritaria ya que casi todos los niños sabían leer y escribir, quizás por ser las cartas el único medio de comunicación con los familiares que se encontraban lejos del pueblo. La escuela fue construida en el año 1898 por los Señores Ridruejo, unos afortunados y grandes comerciantes, cuyo pueblo natal era San Andrés de San Pedro. Hace no tantos años la escuela llegó a tener 50 alumnos.

## Geografía humana

### Demografía
| Gráfica de evolución demográfica de San Andrés de San Pedro entre 1842 y 1960 |
| |
| Población de derecho según los censos de población del INE Población de hecho según los censos de población del INEEntre el censo de 1970 y el anterior, este municipio desaparece porque se integra en el municipio 42135 (Oncala) |

## Arquitectura
Casi todas las casas son de piedra con un corral a la entrada, muros gruesos y pequeñas ventanas para así protegerse del frío. Las casas están formadas por una planta baja, en la que antiguamente se encontraban los animales, usados como calefacción animal. En la planta de arriba se situaba la cocina y habitaciones y arriba del todo el somero o desván. Muchas casas tienen grabadas en sus fachadas iniciales y fechas que aún perduran.

## Patrimonio cultural
La iglesia de San Andrés Apóstol, a la entrada del pueblo, es el único templo de culto tras el abandono y ruina de la iglesia de la Asunción. La edificación posiblemente del siglo XVII está construida sobre una ya existente y sufre diversas modificaciones hasta llegar a su estado actual. La advocación antigua era la Asunción de Nuestra Señora, pero en la actualidad está dedicada a San Andrés Apóstol. Esto sucedió en el siglo XIX cuando la vieja ermita, situada en el paraje del “Santo” y de la que aún quedan restos de sus paredes, desapareció. En 1752 según el Catastro del marqués de la Ensenada, entre los gastos que satisface el común se encuentran: misas y ceras,  la novena de Nuestra Señora del Rosario y la repararación de las paredes de la iglesia y su tejado. Hay una casa de los propios del común para habitación del cura párroco D. Pedro Sainz de Rodrigañez, presbítero beneficiado de la iglesia parroquial de San Martín de la villa de San Pedro Manrique. La actual iglesia es del siglo XVIII, con una nave, capilla lateral y espadaña. En su interior se halla una pila de agua bendita sobre un capitel románico decorado con animales.
Antiguamente los habitantes del pueblo acudían a la iglesia de forma habitual, pero actualmente esta iglesia solo es visitada en las fiestas.

## Fiestas
Las fiestas de San Andrés son durante los días 15 y 16 de agosto, aunque a veces han durado hasta 4 días. El día 15 de agosto, Día de la Virgen de la Asunción se celebra una gran misa, a la que acuden numerosas personas. Después de la misa adultos, jóvenes y niños se dirigen hacia la plaza del pueblo a bailar con la charanga. Junto con sus mejores galas se hacen una foto en la puerta del bar. Por la  tarde hay hinchables, concurso de disfraces y juegos para los más pequeños en la plaza. Por la noche todos los jóvenes bailan en la gran verbena. El día 16 por la mañana los vecinos van a la misa de San Roque y después de la misa todos los del pueblo se reúnen para comer juntos en la plaza. Por la tarde hay campeonato de guiñote, mus, bolos, de tira soga, etc. Y por la noche los más jóvenes se divierten en la discomovil.